# Bioko Sur
Bioko Sur (dt. Südbioko) ist eine Provinz Äquatorialguineas auf der im Golf von Guinea liegenden Insel Bioko. Die Hauptstadt ist Luba.
Die Provinz ist in zwei Distrikte unterteilt: Lubá und Riaba.

## Geographie
Die Provinz liegt im Süden der Insel und grenzt im Norden an die Provinz Bioko Norte. Bioko liegt bei 4° nördlicher Breite und 8° östlicher Länge etwa 40 km vor der Küste von Kamerun.

## Nachweise
1. ↑  Instituto Nacional de estadística de Guinea Ecuatorial: Anuario estadístico de Guinea Ecuatorial 2018, abgerufen am 28. November 2020